# Bestiac
 Bestiac  es una población y comuna francesa, en la región de Mediodía-Pirineos, departamento de Ariège, en el distrito de Foix y cantón de Les Cabannes.

## Demografía
| 38 | 23 | 13 | 14 | 19 | 12 |
| Para los censos de 1962 a 1999 la población legal corresponde a la población sin duplicidades (Fuente: INSEE [Consultar]) |    |    |    |    |    |